# Néa Kavála
Néa Kavála är en ort i Grekland.   Den ligger i prefekturen Nomós Kilkís och regionen Mellersta Makedonien, i den norra delen av landet, 300 km norr om huvudstaden Aten. Néa Kavála ligger 26 meter över havet och antalet invånare är 191.
Terrängen runt Néa Kavála är platt åt sydost, men åt nordväst är den kuperad. Runt Néa Kavála är det ganska glesbefolkat, med 38 invånare per kvadratkilometer. Närmaste större samhälle är Polýkastro, 4,1 km väster om Néa Kavála. Trakten runt Néa Kavála består till största delen av jordbruksmark.